# Pécrot
Pécrot (en néerlandais Peerot) est un village de la section de Bossut-Gottechain dans la commune belge de Grez-Doiceau, situé en Région wallonne dans la province du brabant wallon.
Il est tristement célèbre pour avoir été le théâtre d'une part de la mort de 7 ouvrières de l'usine Tudor à Florival, le 20 juillet 1944 et d'autre part de l'accident ferroviaire de Pécrot, le 27 mars 2001 qui fit 8 morts et 12 blessés.

## Histoire
Pécrot étant à l'origine un hameau, ce n'était pas une commune à part entière avant la fusion des communes de 1977.